# Iyenemi Furo
Iyenemi Charles Furo (ur. 17 lipca 1978 w Okrice) – piłkarz nigeryjski grający na pozycji środkowego obrońcy. W reprezentacji Nigerii rozegrał 5 meczów.

## Kariera klubowa
Karierę piłkarską Iyenemi rozpoczął w klubie Sharks FC. W jego barwach zadebiutował w 1994 roku w nigeryjskiej Premier League. W zespole Sharks występował przez dwa sezony.
W 1995 roku Iyenemi wyjechał do Europy i jego pierwszym klubem na tym kontynencie był Paris Saint-Germain. Przez dwa lata nie zadebiutował w Ligue 1 i grał w rezerwach PSG. W 1997 roku odszedł do belgijskiego KSV Waregem, gdzie był podstawowym zawodnikiem przez dwa sezony.
W 1999 roku Iyenemi grał w Szwajcarii, w tamtejszym FC Sion. W 2001 roku został wypożyczony do Royal Antwerp FC, jednak nie wystąpił w nim ani razu. W 2002 roku odszedł do greckiego APO Akratitos. W sezonie 2003/2004 był piłkarzem FC Istres, ale nie zaliczył w nim żadnego ligowego występu. Z kolei w sezonie 2004/2005 grał w Servette FC, w którym zakończył swoją karierę piłkarską w wieku 27 lat.

## Kariera reprezentacyjna
W reprezentacji Nigerii Iyenemi zadebiutował w 2000 roku. W tym samym roku został powołany do kadry na Puchar Narodów Afryki 2000. Był na nim podstawowym zawodnikiem Nigerii i wystąpił w 5 meczach: z Tunezją (4:2), z Kongiem (0:0), z Marokiem (2:0), półfinale z Republiką Południowej Afryki (2:0) i finale z Kamerunem (2:2, k. 3:4). Były to zarazem jedyne mecze Iyenemiego w kadrze narodowej. W 2000 roku zagrał również z kadrą U-23 na Igrzyskach Olimpijskich w Sydney.